# Sloup Nejsvětější Trojice (Malá Strana)
Sloup Nejsvětější Trojice je vrcholně barokní morový sloup na Malostranském náměstí v Praze.
Trojiční sloup byl vybudován jako votivní za odvrácení morové epidemie z roku 1713, dokončen byl 1715. Architektonický návrh pochází od Giovanniho Battisty Alliprandiho, vztyčil ho kameník Franz Wolfgang Herstorfer, sochařskou výzdobu provedli Jan Oldřich Mayer a Ferdinand Geiger. Po velkém hladomoru roku 1772 byly doplněny putti a vázy z dílny Františka Ignáce Platzera.
Sloup vrcholí trojbokým obeliskem se symbolem Božího oka na vrcholu a znázorněním Nejsvětější Trojice – Kristem, Bohem Otcem a holubicí Ducha svatého. V nižší etáži je socha Panny Marie Immaculaty a českých patronů sv. Vojtěcha, Jana Nepomuckého, Prokopa, Ludmily a Václava.  Spodní část tvoří vysoký sokl s mramorovými nápisovými deskami, kašnami a mensou. Sloup je na nízké stupňovité podnoži ohraničené  balustrádou s putti a vázami. Celý sloup je pak ještě obklopen kamennými patníky s řetězy a před hlavní pohledovou stranou je v dlažbě kříž s letopočtem 1882.
Původně měl být sloup světecký zasvěcený sv. Václavovi, ale Česká kancelář sídlící tehdy v Plzni si vyžádala změnu na sloup trojiční. Financovaly stavbu Menší Město pražské a obyvatelé ze svých darů.
Dne 16. srpna 2023 byl poškozen při zásahu bleskem.